# Bærum Basket

El Bærum Basket es un club noruego de baloncesto profesional de la ciudad de Rykkinn que compite en la BLNO, la máxima categoría del baloncesto en Noruega. Disputa los encuentros en el Rykkinnhallen. El entrenador del equipo es el noruego Pal Berg. El equipo fue fundado en 1963. Los colores del equipo son el azul marino y el blanco.

## Palmarés
- 4 Ligas: 1998, 2004, 2011, 2013.
- 1 Copa: 1998.

## Nombres
- Bees (hasta 2001)
- Defenders (2001-2003)
- 3B Bærums Verk Jets (2003-2009)
- Bærum Basket (2009-)